# Lirula japonica
Lirula japonica är en svampart som beskrevs av S. Kaneko 2003. Lirula japonica ingår i släktet Lirula och familjen Rhytismataceae.   Inga underarter finns listade i Catalogue of Life.